# بالحبوضة (سيئون)
'

تعديل مصدري - تعديل

بالحبوضة هي إحدى قرى عزلة سيئون بمديرية سيئون التابعة لمحافظة حضرموت، بلغ تعداد سكانها 7 نسمة حسب تعداد اليمن لعام 2004.